# Гран-Верли
Гран-Верли́ (фр. Grand-Verly) — коммуна во Франции, находится в регионе Пикардия. Департамент коммуны — Эна. Входит в состав кантона Гюиз. Округ коммуны — Вервен.
Код INSEE коммуны — 02783.

## Население
Население коммуны на 2010 год составляло 149 человек.
| 1962 | 1968 | 1975 | 1982 | 1990 | 1999 | 2010 |
| ---- | ---- | ---- | ---- | ---- | ---- | ---- |
| 202  | 187  | 125  | 131  | 136  | 137  | 149  |

## Экономика
В 2010 году среди 96 человек трудоспособного возраста (15—64 лет) 74 были экономически активными, 22 — неактивными (показатель активности — 77,1 %, в 1999 году было 66,7 %). Из 74 активных жителей работали 67 человек (44 мужчины и 23 женщины), безработных было 7 (2 мужчин и 5 женщин). Среди 22 неактивных 9 человек были учениками или студентами, 5 — пенсионерами, 8 были неактивными по другим причинам.